# أوكوبة صينية
أوكوبة صينية (الاسم العلمي: Aucuba chinensis) هي نوع من النباتات يتبع جنس الأوكوبة من فصيلة شرابات الحرير.